# Carebaco-Meisterschaft 1975
Die Carebaco-Meisterschaft 1975 im Badminton fand vom 8. bis zum 15. November 1975 in der Chinese Association Hall in Port of Spain in Trinidad und Tobago statt. Es war die vierte Auflage der Titelkämpfe.

## Finalresultate
| Disziplin    | Sieger                         | Finalist                          | Ergebnis      |
| ------------ | ------------------------------ | --------------------------------- | ------------- |
| Herreneinzel | Richard Wong                   | Keith Palmer                      | 15–7, 15–12   |
| Dameneinzel  | Jennifer Haddad                | Beena Narwani                     | 11–7, 11–5    |
| Herrendoppel | Roel Sjauw Mook Otmar Kersout  | Richard Wong Keith Palmer         | 18–17, 15–11  |
| Damendoppel  | Jennifer Haddad Georgina Hew   | Anna van de Groot Christine Chung | 15–7, 15–13   |
| Mixed        | Brian Haddad Anna van de Groot | Walther Illes Lilian Monsanto     | 15–1, 15–8    |
| Teams        | Jamaika                        | Suriname                          | Rundenturnier |